# Тудоровка
Ту́доровка (бел. Тудараўка) — деревня в составе Маслаковского сельсовета Горецкого района Могилёвской области Республики Беларусь.

## Население
- 1999 год — 19 человек
- 2010 год — 7 человек